# ستيوارت روبرتس
ستيوارت روبرتس (بالإنجليزية: Stuart Roberts)‏ (22 يوليو 1980 في المملكة المتحدة - ) هو لاعب كرة قدم بريطاني في مركز الوسط. لعب مع سوانزي سيتي وفوريست غرين ونادي آبريستويث تاون ونادي تشستر سيتي ونادي كيدرمينستر هاريرز لكرة القدم وويكمب وندررز وCarmarthen Town A.F.C. ‏.

## وصلات خارجية
- ستيوارت روبرتس على موقع قاعدة بيانات كرة القدم.إي يو (الإنجليزية)
- ستيوارت روبرتس على موقع Soccerbase.com (لاعب) (الإنجليزية)